# James B. Francis

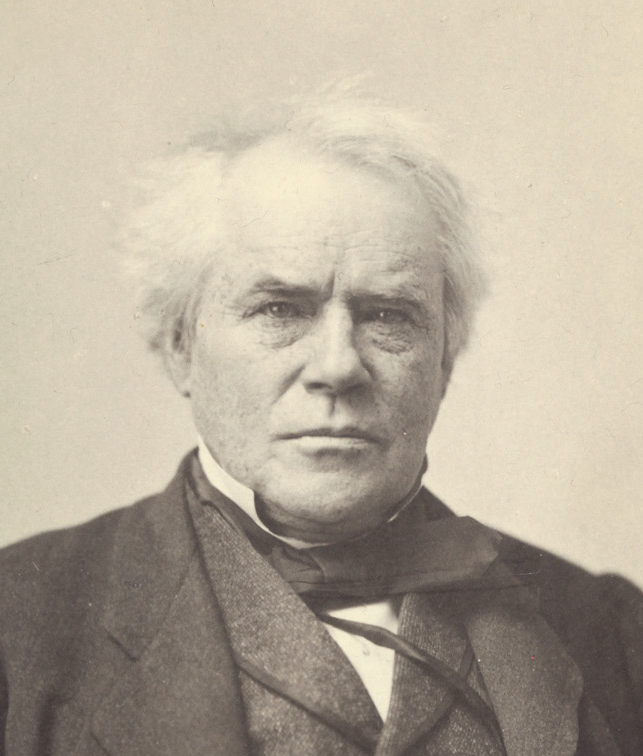
James B. Francis ca. 1868

James Bicheno Francis (* 18. Mai 1815 in Southleigh, Oxfordshire, England; † 18. September 1892 in Lowell, Massachusetts, USA) war ein britisch-amerikanischer Ingenieur.
James Bicheno Francis führte 1847/52 hydraulische Versuche durch und erfand 1849 mit der Francis-Turbine eine Wasserturbine. Seine Grundidee basiert auf der Fourneyron-Turbine von 1826, deren Laufrad ebenso wie das der Francis-Turbine in radialer Richtung durchströmt wird, die aber noch keine verstellbaren Schaufeln besaß, um auf wechselnde Wassermengen zu reagieren und Turbulenzen zwischen den Leit- und Laufschaufeln zu verhindern. James B. Francis konstruierte den so genannten Leitapparat, mit dem von einem Regler aus sämtliche Leitschaufeln gleichzeitig verstellt werden können. Eine so ausgestattete Turbine war in der Lage, trotz der wechselnden Wassermenge an einem Fließgewässer eine konstante Drehzahl einzuhalten und somit als Antrieb für einen Generator zu dienen. Eine weitere Verbesserung der Fourneyron-Turbine war der Einbau gekrümmter Laufschaufeln in das Laufrad. James B. Francis konstruierte wasserbauliche und hydraulische Anlagen.
Francis war ein Gründungsmitglied der American Society of Civil Engineers (ASCE) einem Berufsverband ähnlich dem Verein Deutscher Ingenieure (VDI). 1844 wurde er in die American Academy of Arts and Sciences und 1865 in die American Philosophical Society gewählt.